# 伊利亚·列宾
伊利亚·叶菲莫维奇·列宾（俄语：Илья Ефимович Репин；烏克蘭語：Ілля́ Юхи́мович Ріпин，羅馬化：Illia Yukhymovych Ripyn；1844年8月5日—1930年9月29日），烏克蘭沙俄時期现实主义畫家，巡回展览画派的主要代表人物。

## 生平
列宾出生于俄罗斯帝国丘胡伊夫（现属乌克兰）的一个军人家庭，1863年移居圣彼得堡，进入彼得堡绘画学校学习，1864年转入彼得堡美术学院，求学期间，列宾就完成了一系列的肖像画作品，包括《瓦西里·列宾像》、《赫洛博申像》、《舍芙卓娃像》以及《斯拉夫的作曲家》群像，并创作了洋溢着生动的幽默的油画《准备考试》。
从1870年代，列宾形成自己民主主义题材和现实主义的绘画风格，他写到：“现在庄稼汉是鉴定人，因此必须表现他们的利害关系……”他创作了极具表现力和震撼力的风俗画《伏尔加河上的纤夫》。他当时另一幅作品《睚鲁女儿的复活》获大金质奖章。
1873年－1876年列宾获美术学院津贴，到意大利和法国旅居，熟悉古代和当代西欧各流派的艺术，在此期间，他创作了《巴黎的咖啡馆》、《萨特阔在水晶宫》、《维尔的运石马》、《巴黎郊区》、《巴黎的蒙马特大道》和《捕鱼女》等多幅风俗和风景画。
回国后，列宾回到故乡并创作了《羞怯的农民》、《眼神锐利的农民》、《祭司长》等作品。
1878年，列宾参加巡回展览美术家协会，此后埋头于农民主题的创作，如《在乡政府》與《晚会》，尤其表现当时农民被征兵参加俄土战争，如《归来》、《回国，过去了的战争英雄》及《送新兵入伍》等，其大型作品《橡树林中的礼拜行列》和《库尔斯克州的礼拜行列》充分利用外光的表现手法，表达灿烂的阳光和各种不同身份的人物形象。
1882年后，迁居圣彼得堡且经常旅行，这期间是其创作的高峰期，其作品表现现实，描写革命者的许多作品，不能被沙皇政府的检查机关通过，经常被从展览会上拿掉。這些作品有《押解》、《宣传者被捕》、《拒绝忏悔》、《意外归来》、《集会》、《巴黎拉雪兹神父公墓巴黎公社社员墓的年祭》等。这一时期还创作了大量的肖像画，批评家《斯塔索夫肖像》，作家《皮谢姆斯基肖像》、革命家《莫索尔斯基肖像》、外科医生《比罗戈夫肖像》、女演员《斯特列别托娃肖像》、《伊斯库克里男爵夫人肖像》等，同时他为列夫·托尔斯泰创作了一系列的肖像画，有《托尔斯泰肖像》、《托尔斯泰耕地》、《托尔斯泰下棋》、《托尔斯泰工作》等。
列宾也创作了许多大型历史题材的油画，如《索菲亚公主》、《伊凡雷帝杀子》和《扎波罗热哥萨克致土耳其苏丹的回信》等。
列宾在90年代受象征主义的影响，绘画风格也明显吸收印象主义画派的外光效果，油画《多麽自由》和《果戈理焚稿》明显有象征主义的倾向。当时俄罗斯正处于革命时期，他也创作了许多描写当时情景的作品，如《红色葬礼》、《在沙皇的绞架附近》、《驱散示威游行》、《1905年10月17日的示威游行》等。
十月革命后，列宾居住的圣彼得堡郊区被划归芬兰，虽然列宁和伏罗希洛夫盛情邀请他回国，由于年事已高，体弱多病，最終逝世于芬兰。

## 作品

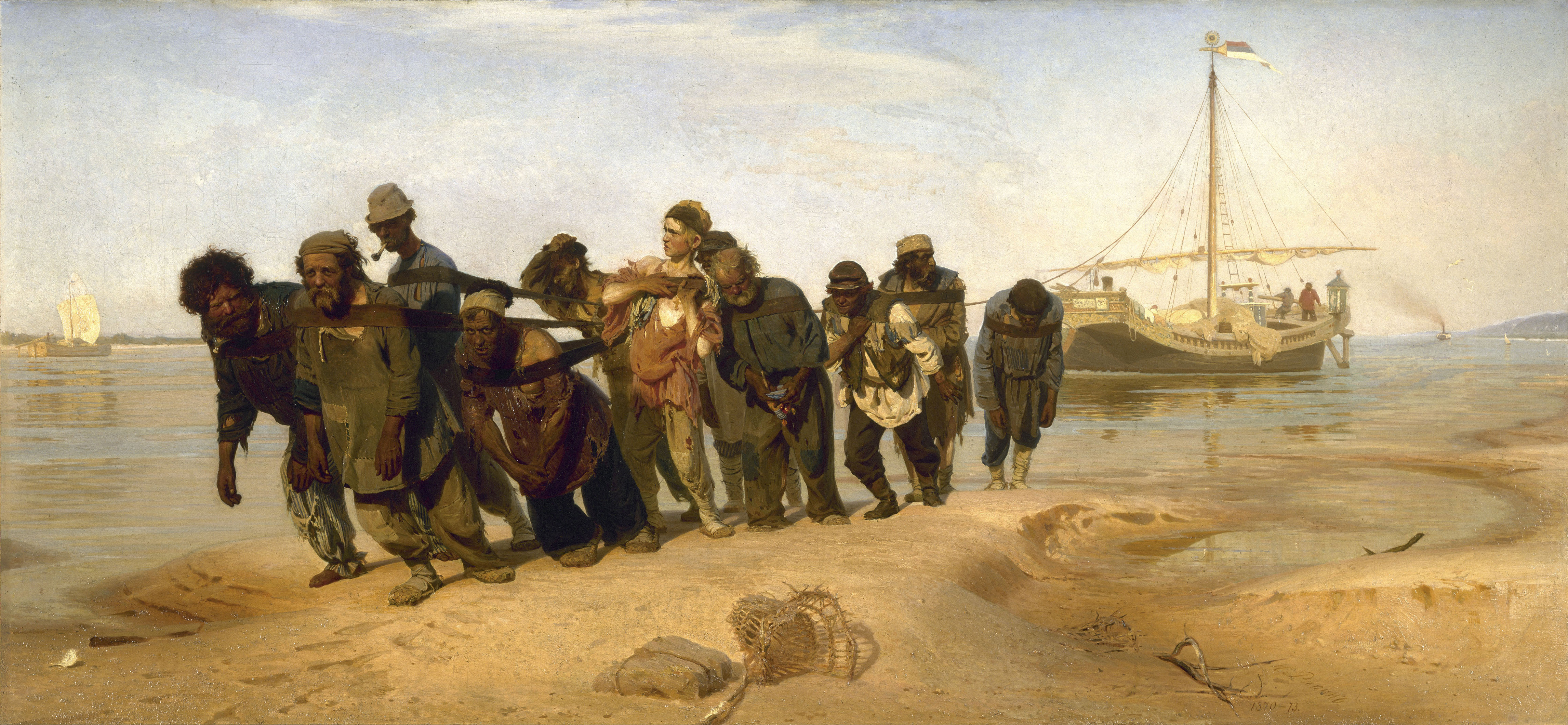
伏尔加河上的纤夫 , 1870-73年
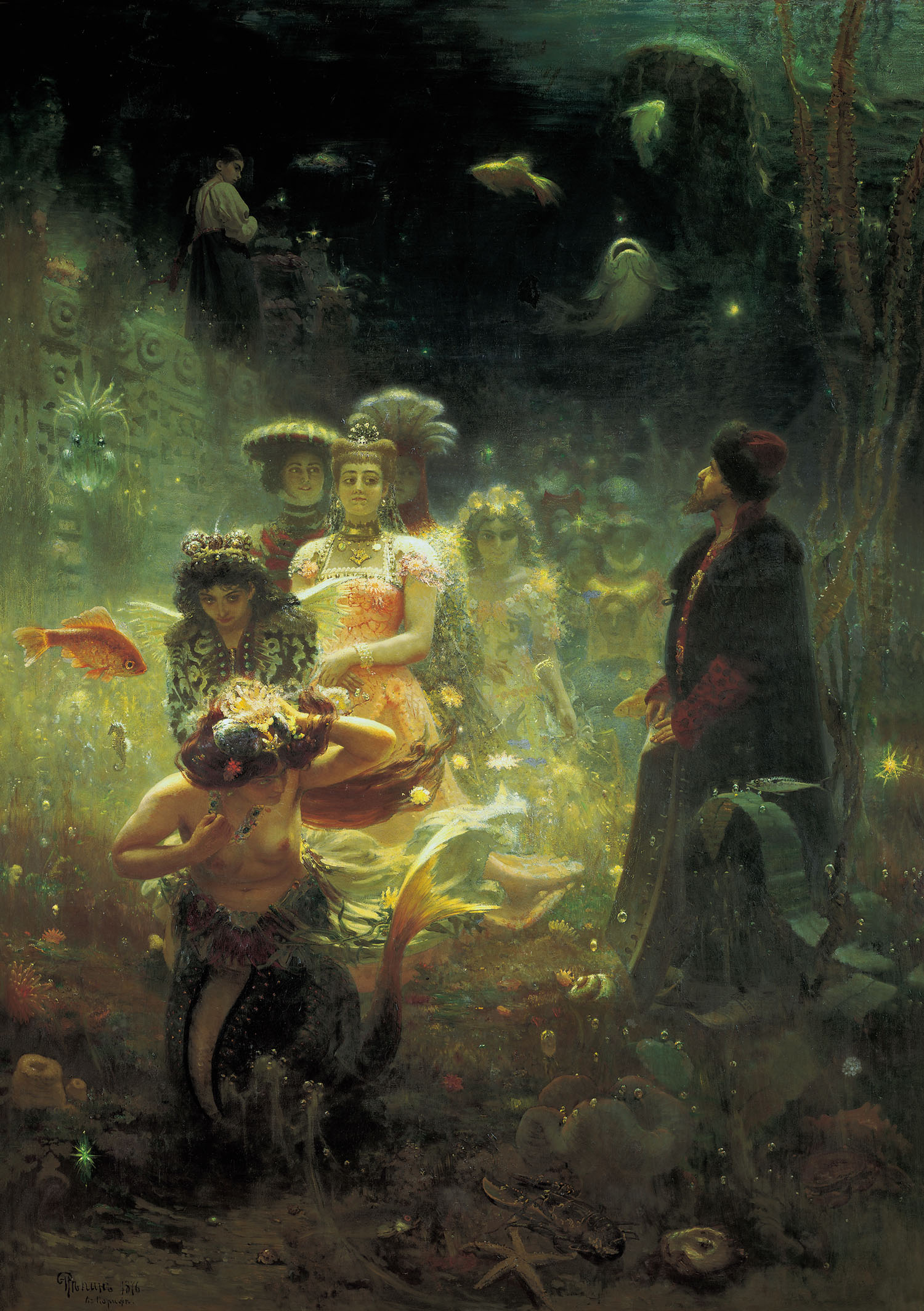
萨特阔在水晶宫，1876年
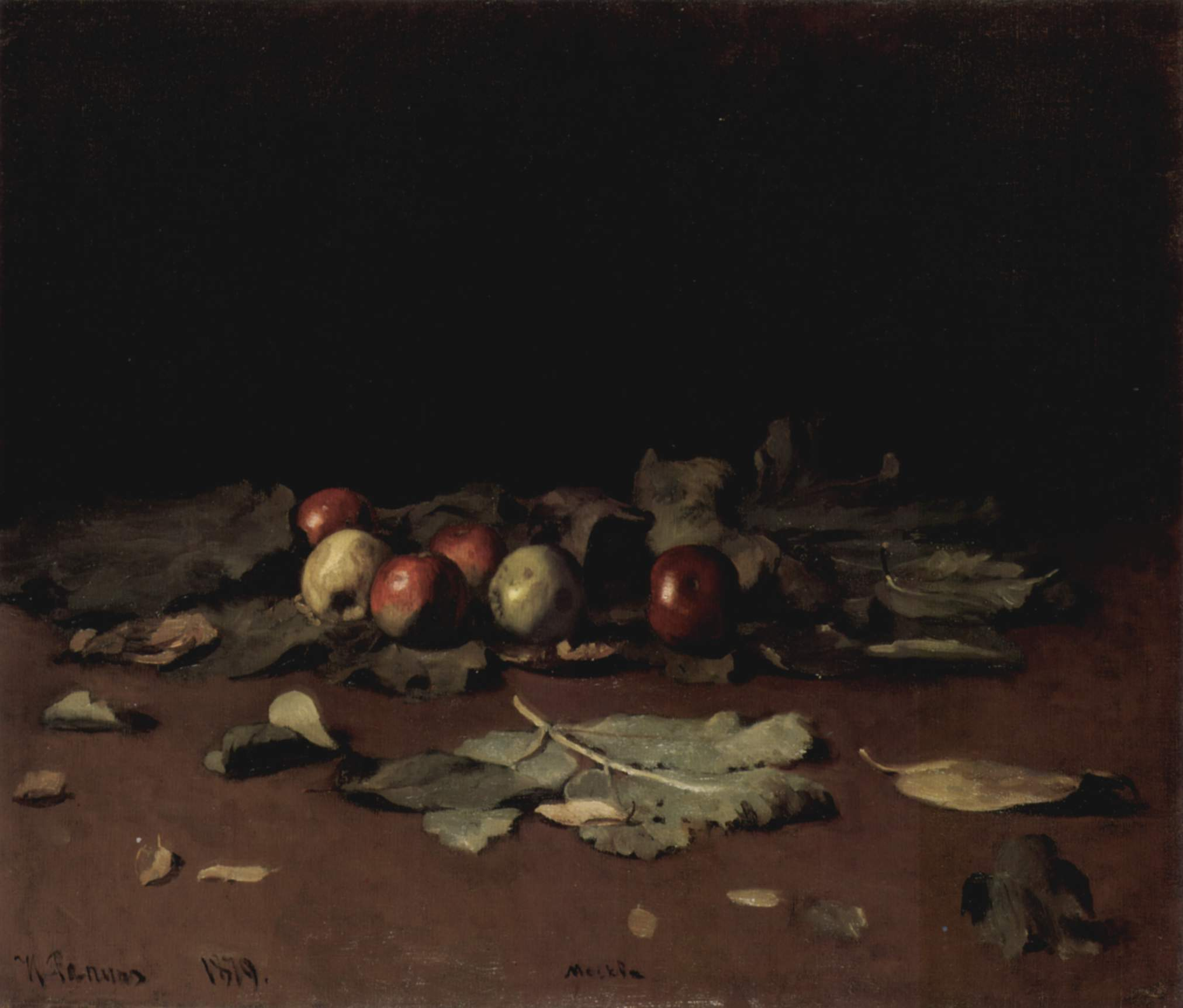
苹果和树叶，1879年
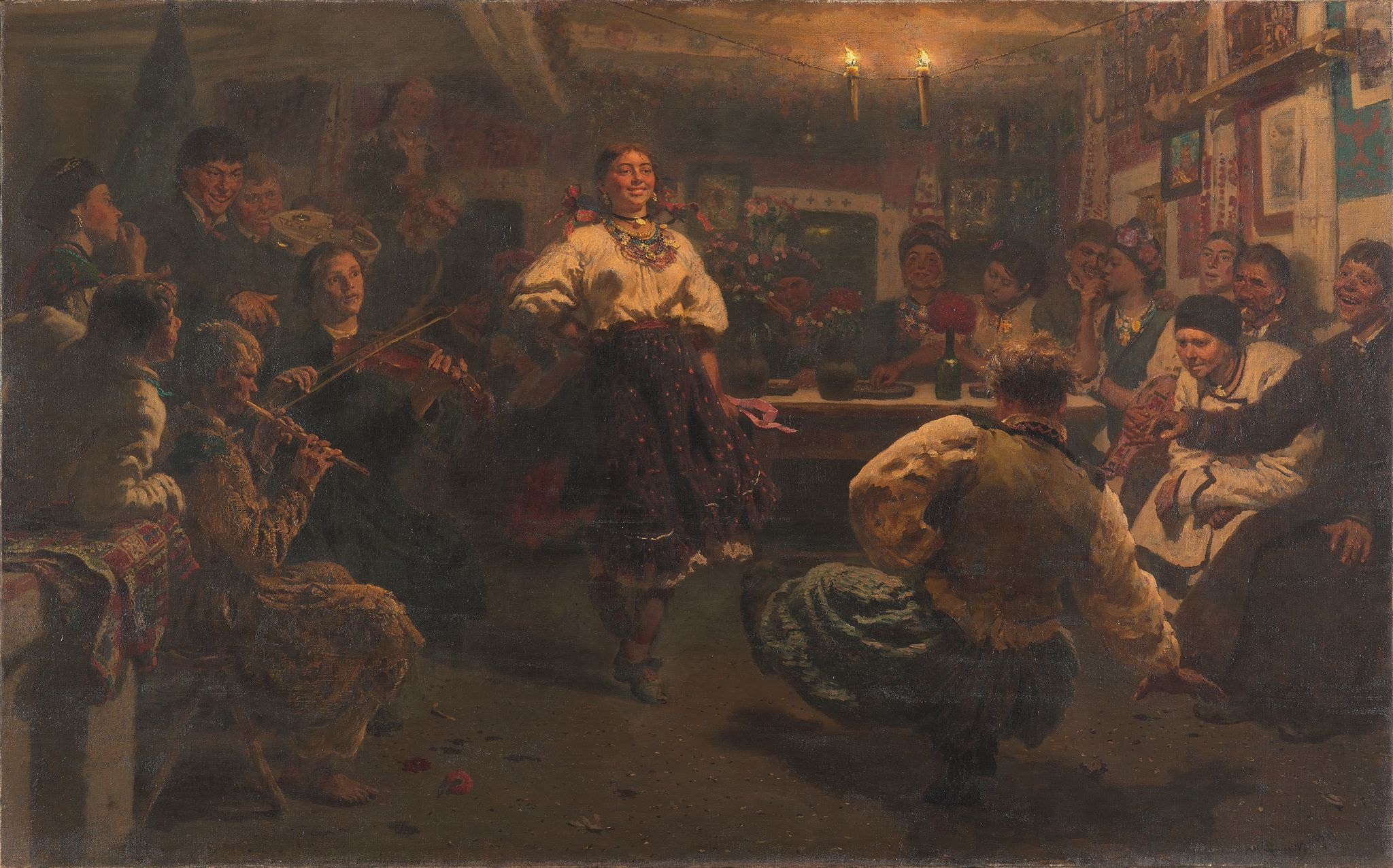
宴会，1883年
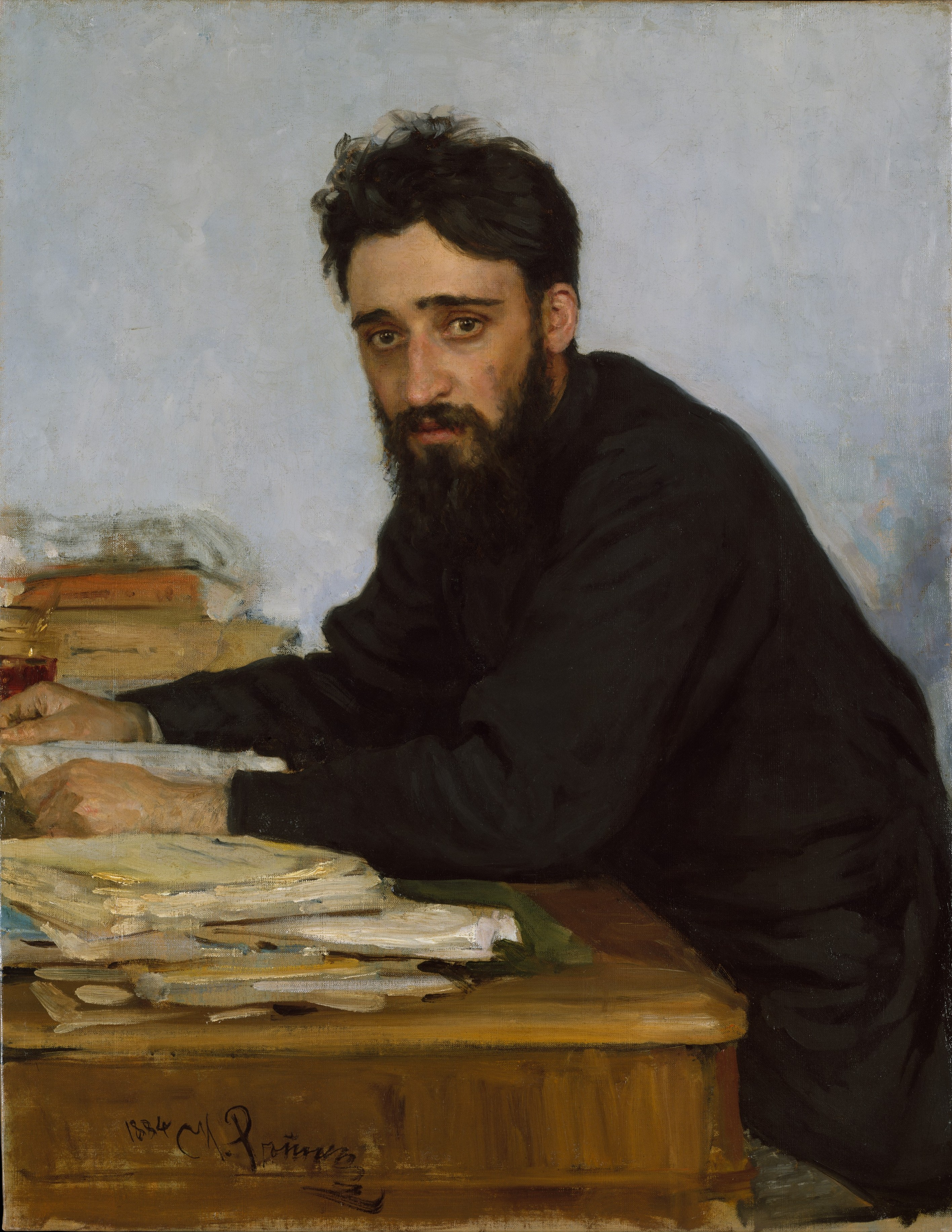
弗谢沃洛德·米哈伊洛维奇·迦尔洵，1884年
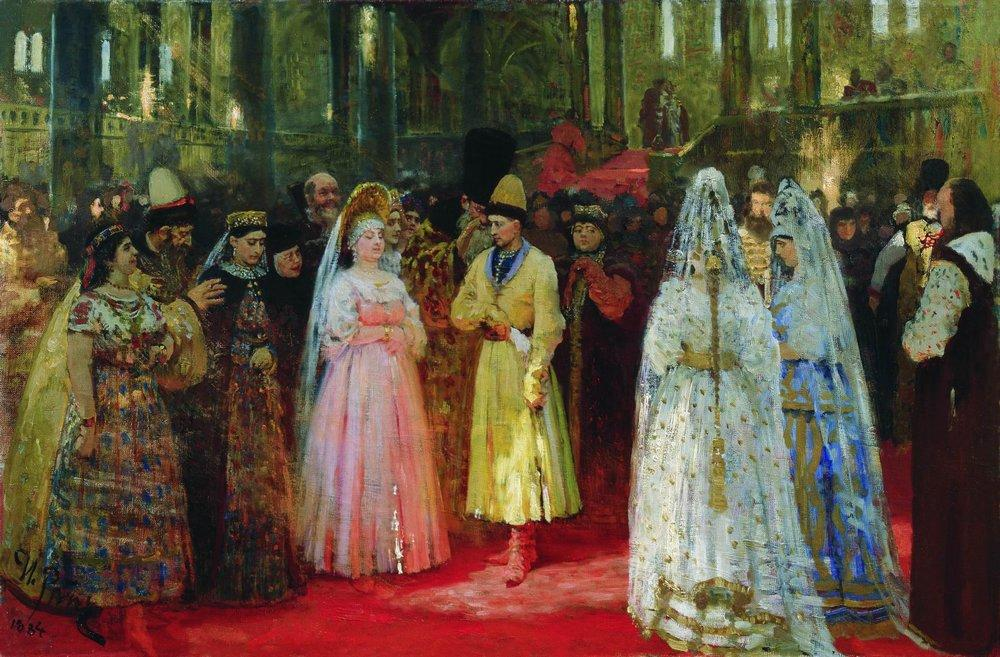
挑选新娘的大公，1885年
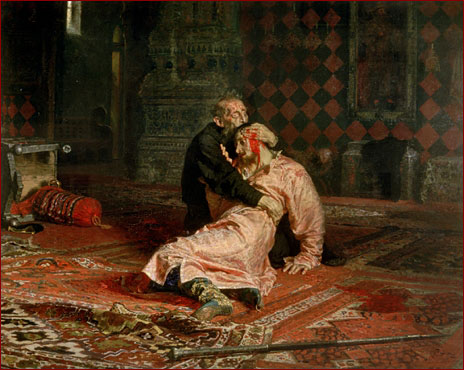
《伊凡雷帝殺子》，1883–1885年
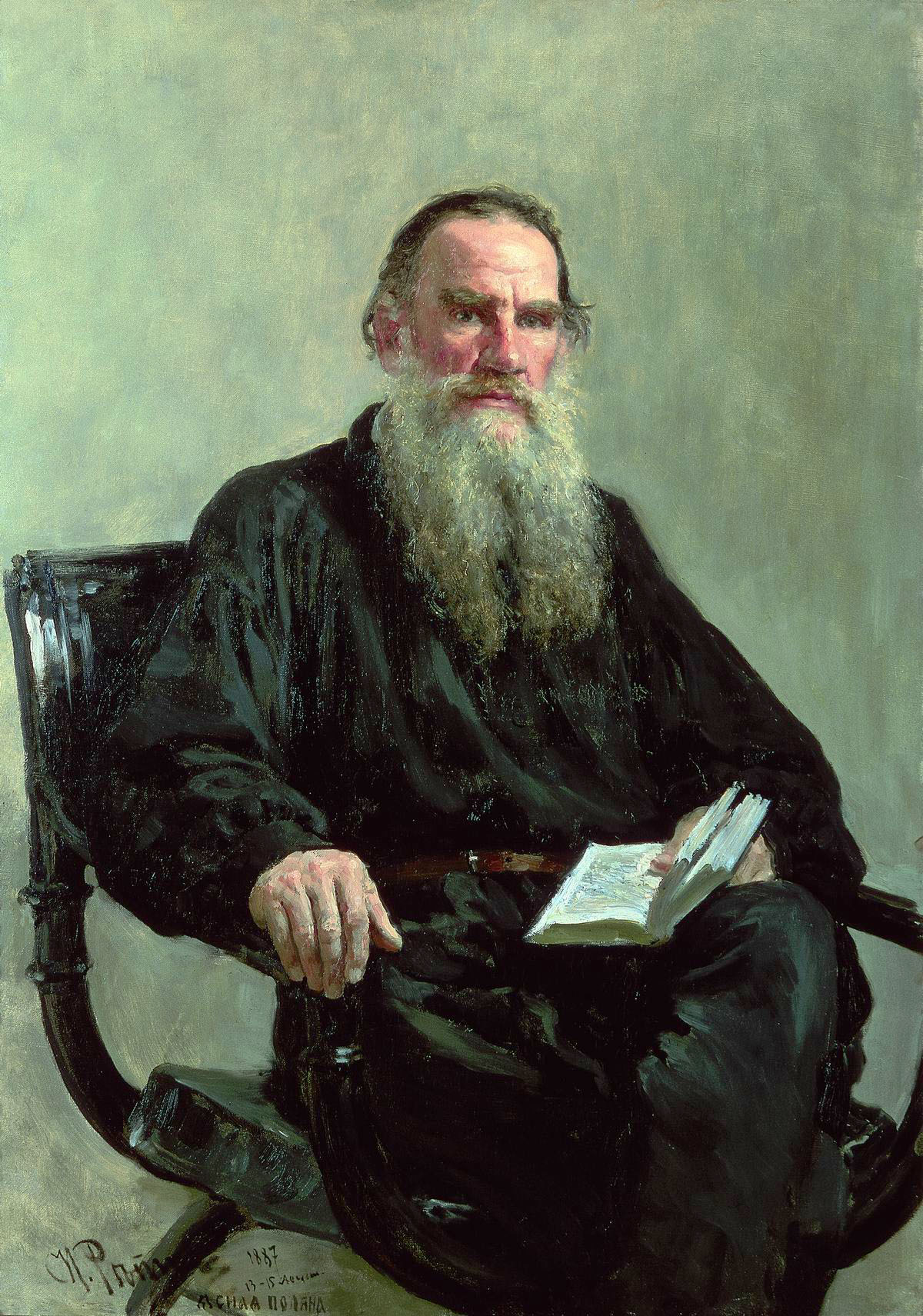
列夫·托尔斯泰画像，1887年
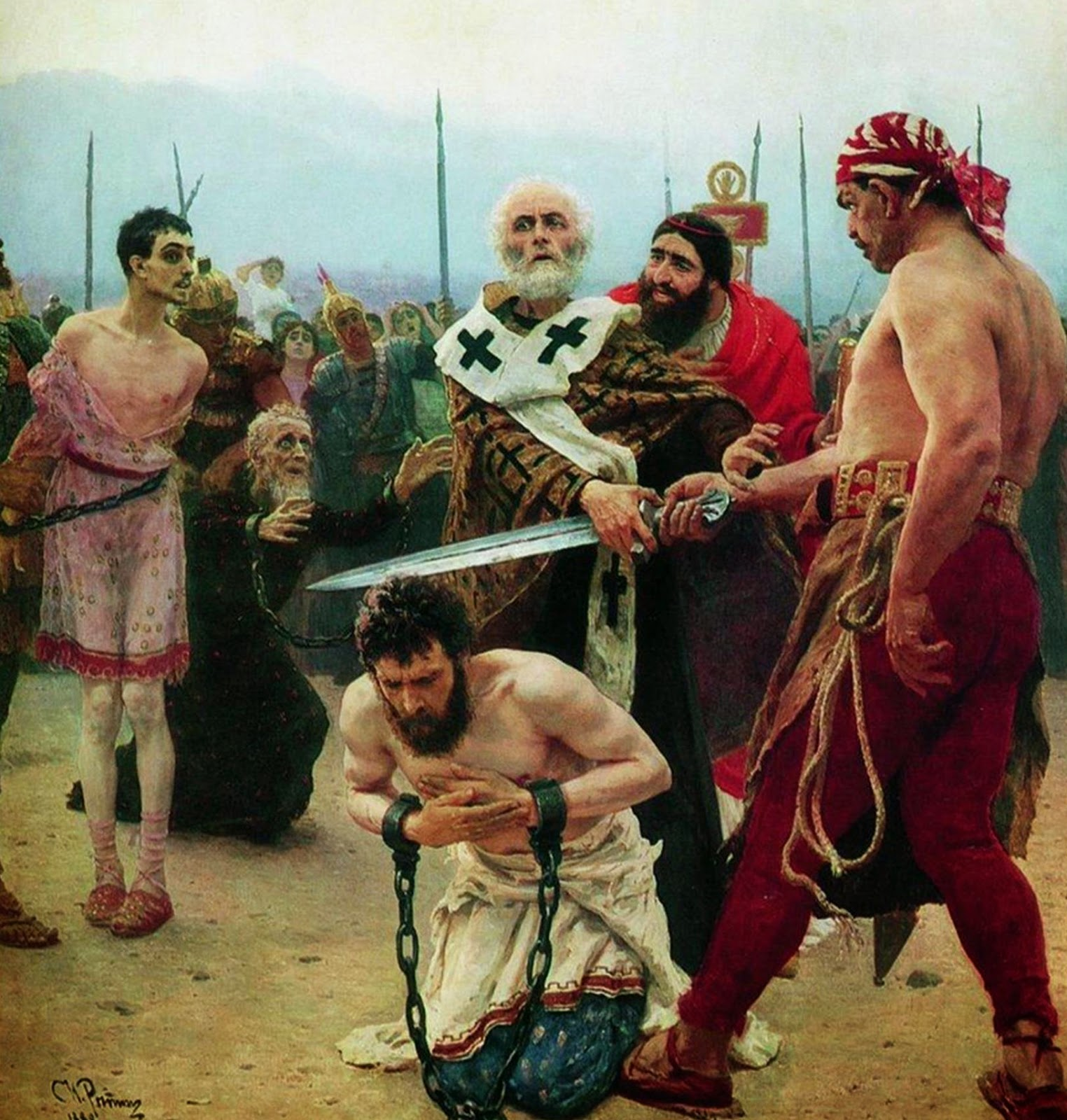
圣尼古拉拯救三个要被处死的无辜者，1889年
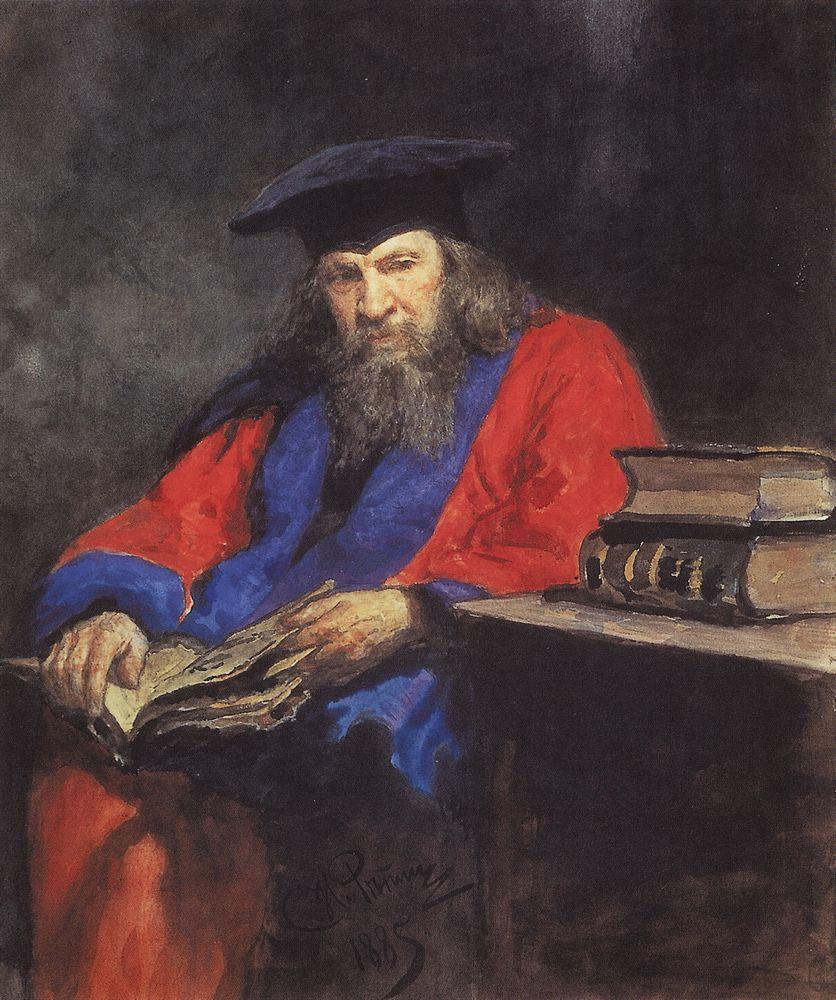
季米特里·门捷列夫画像
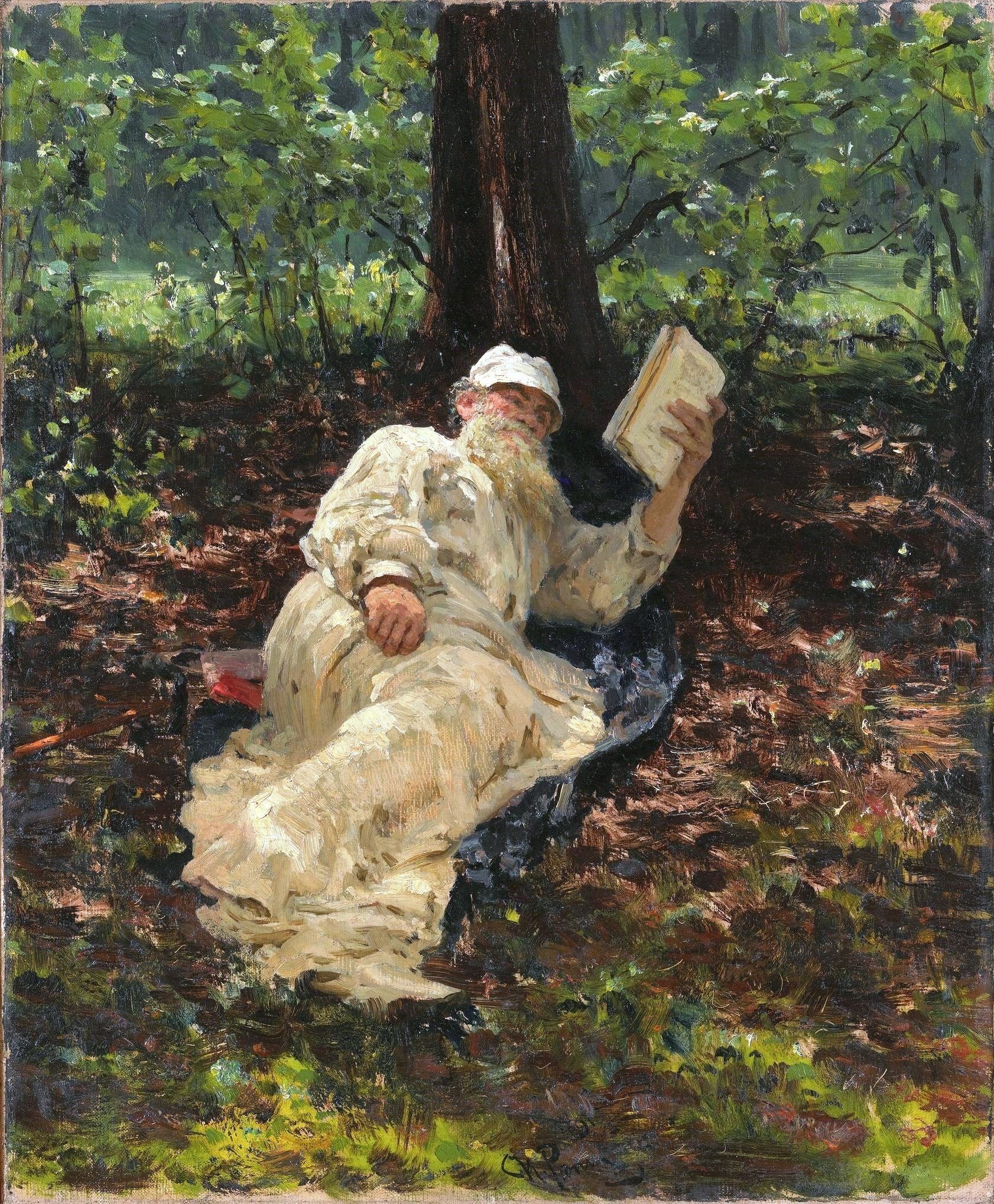
列夫·托尔斯泰画像，1893年
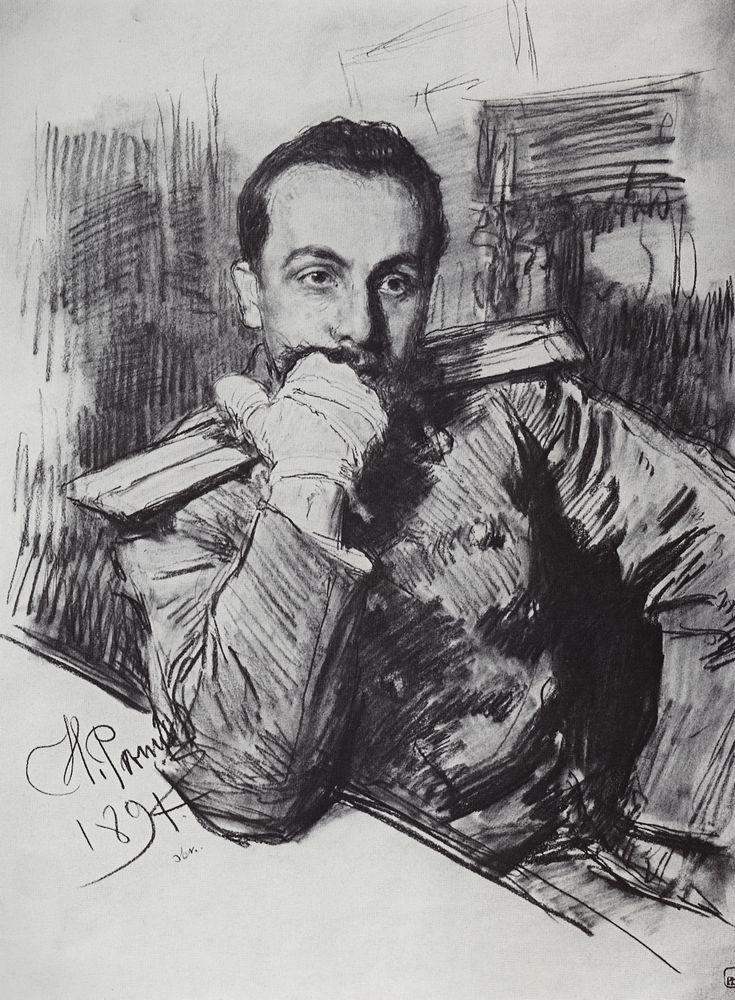
作家亚历山大·日尔克维奇画像，1894年
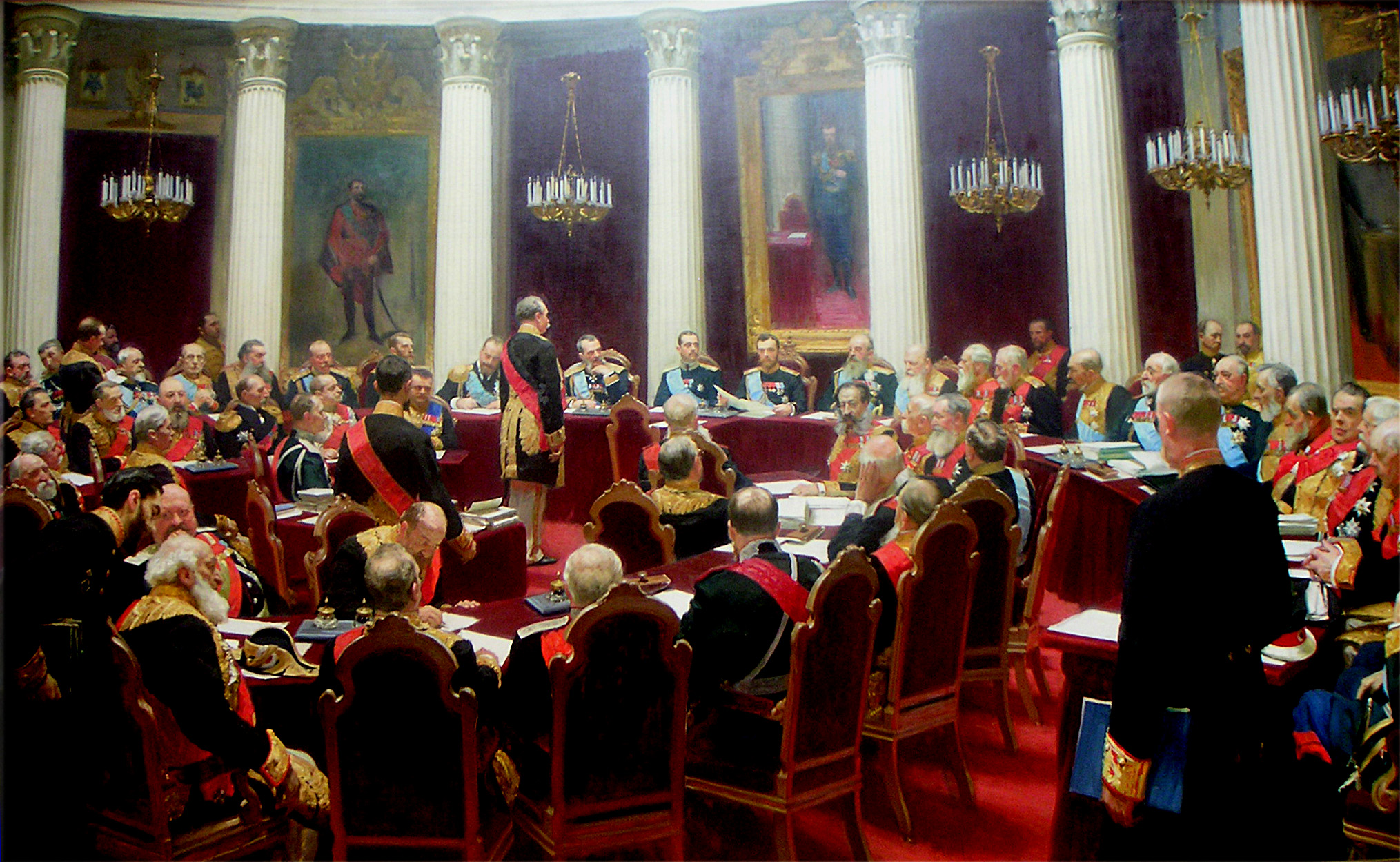
1900年国会的礼仪招待会
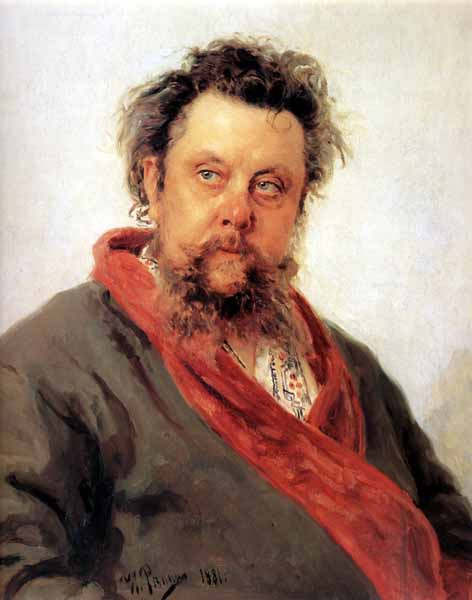
作曲家莫傑斯特·彼得羅維奇·穆索斯基
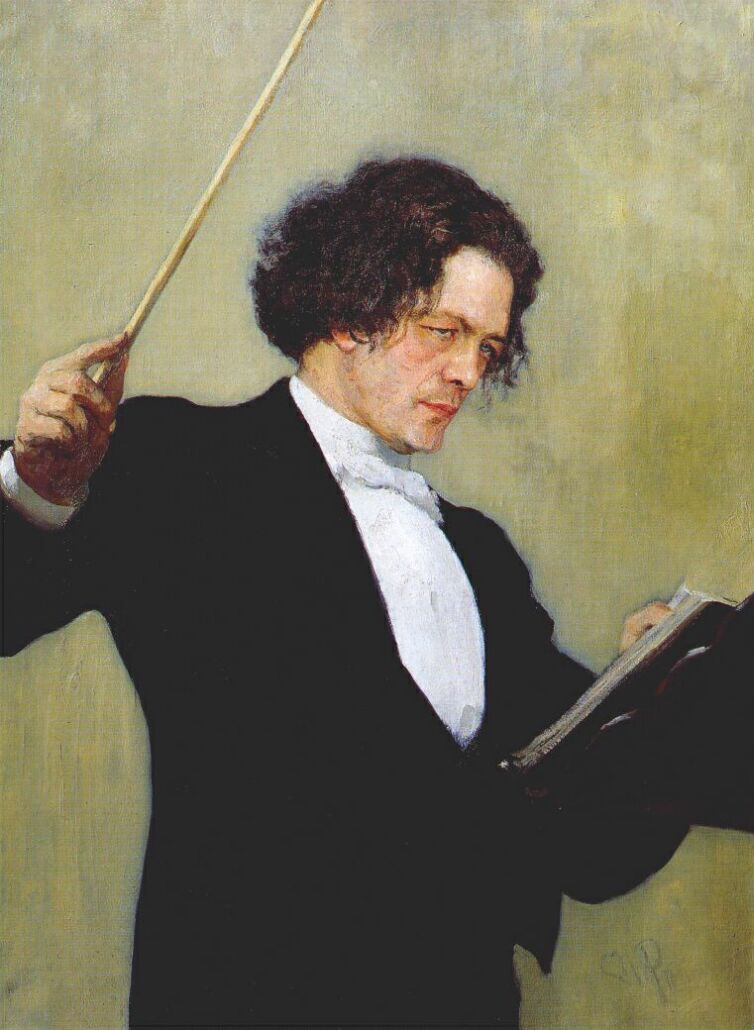
安东·鲁宾斯坦
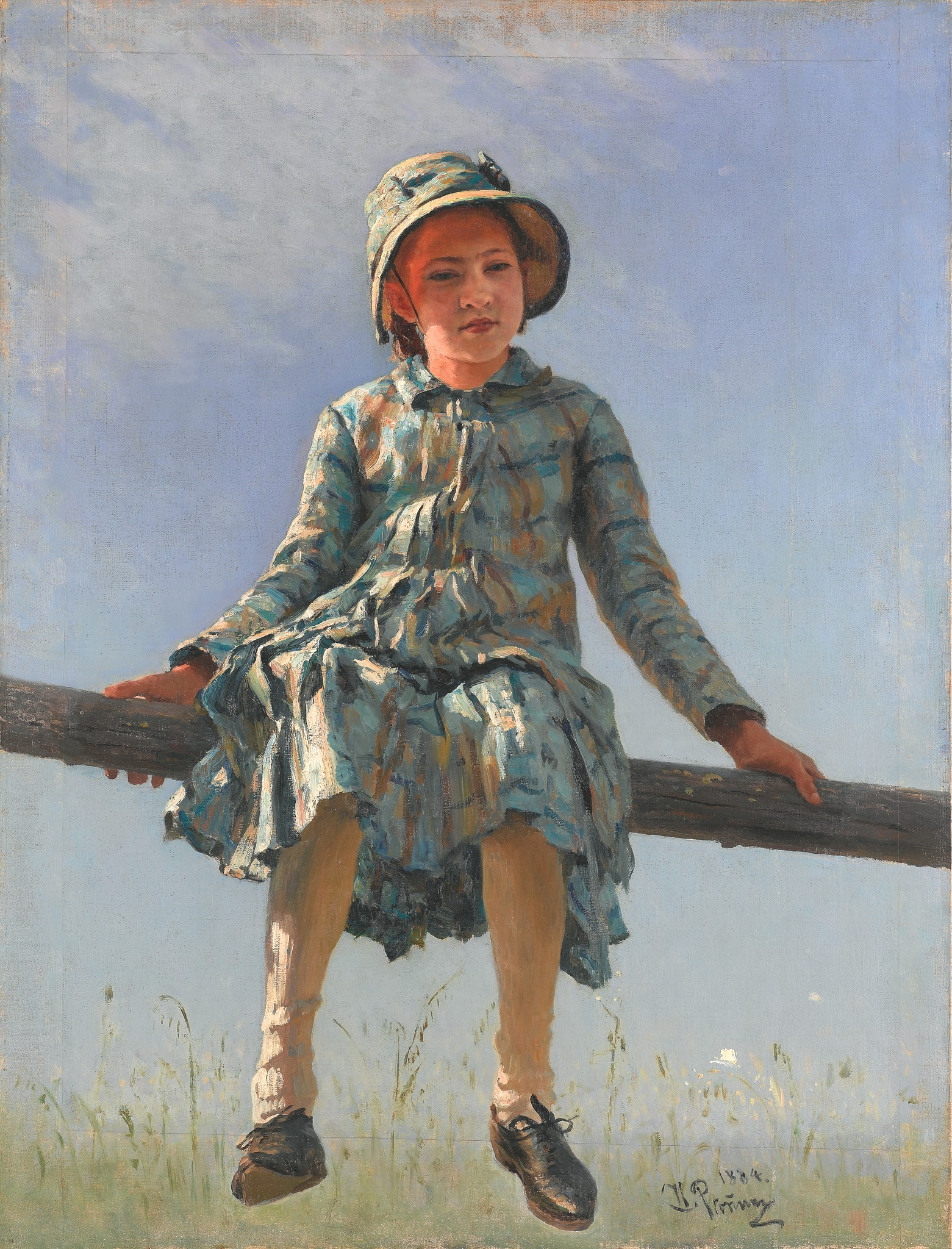
画家的女儿
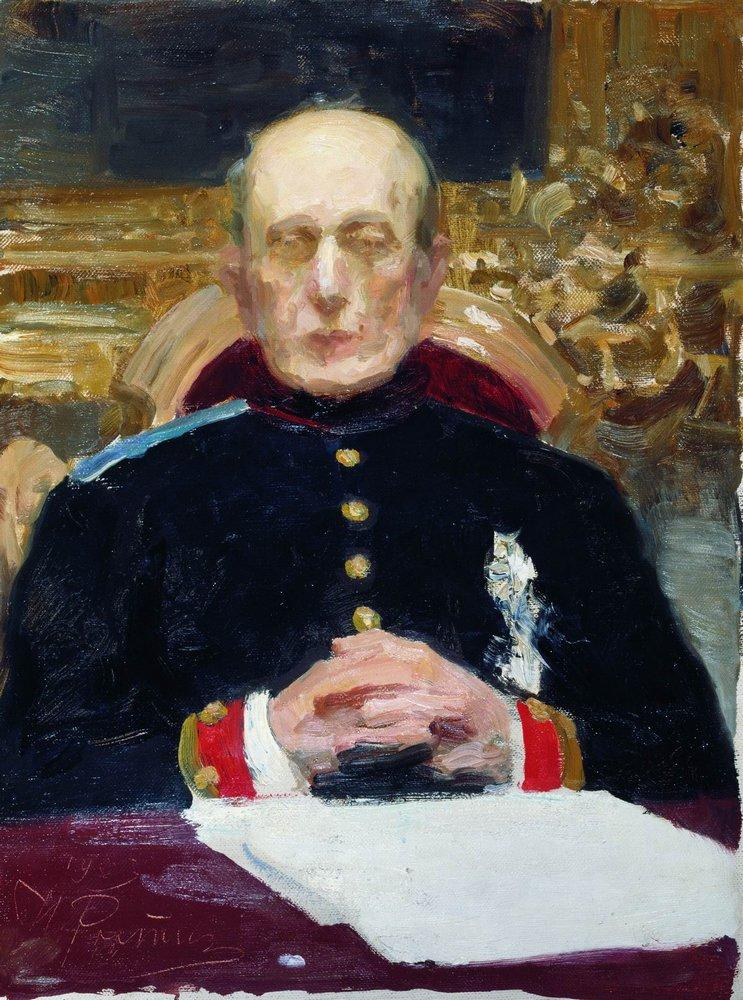
Konstantin Pobedonostsev (sketch)
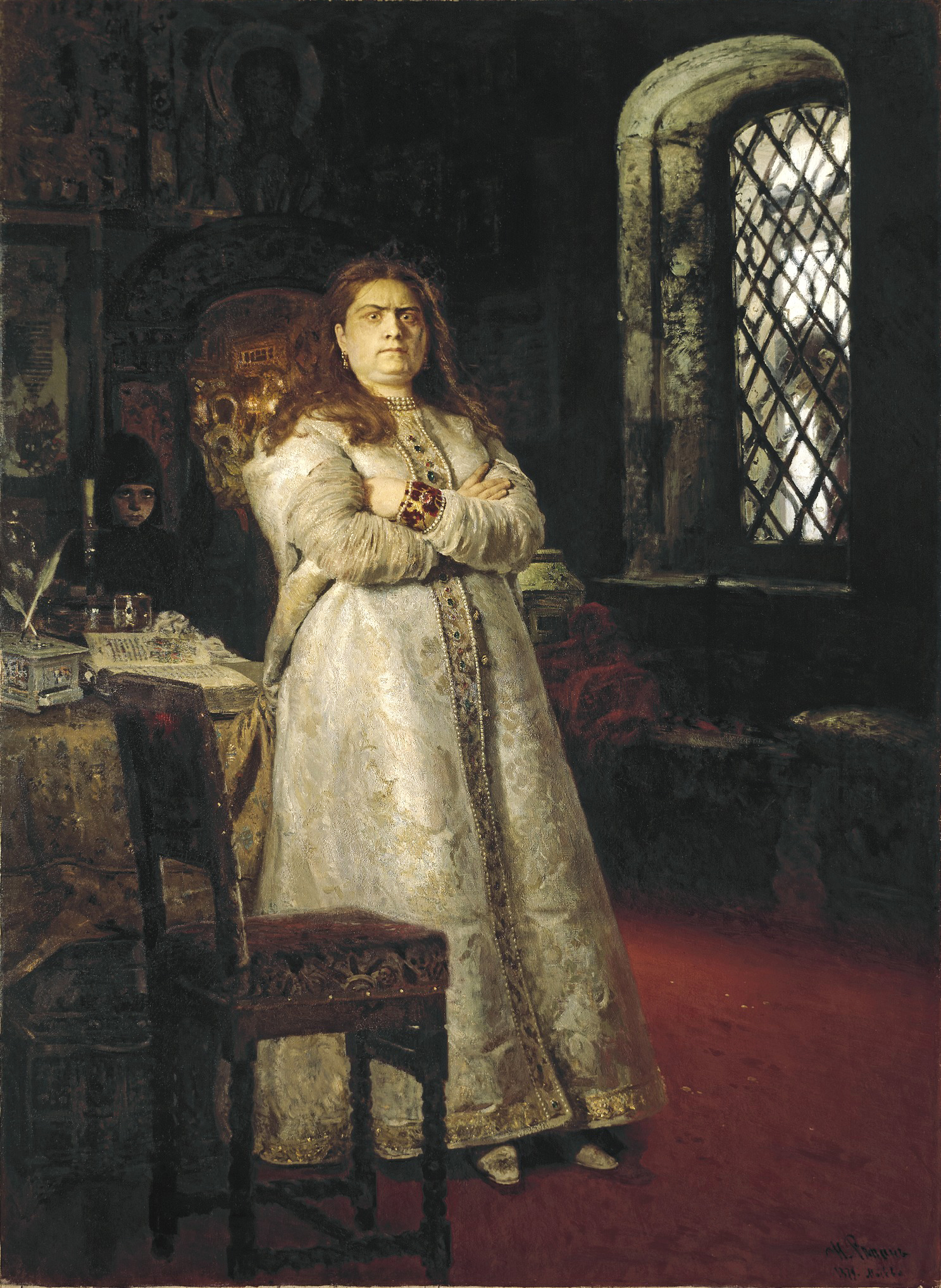
索菲婭·阿列克謝耶芙娜·羅曼諾娃
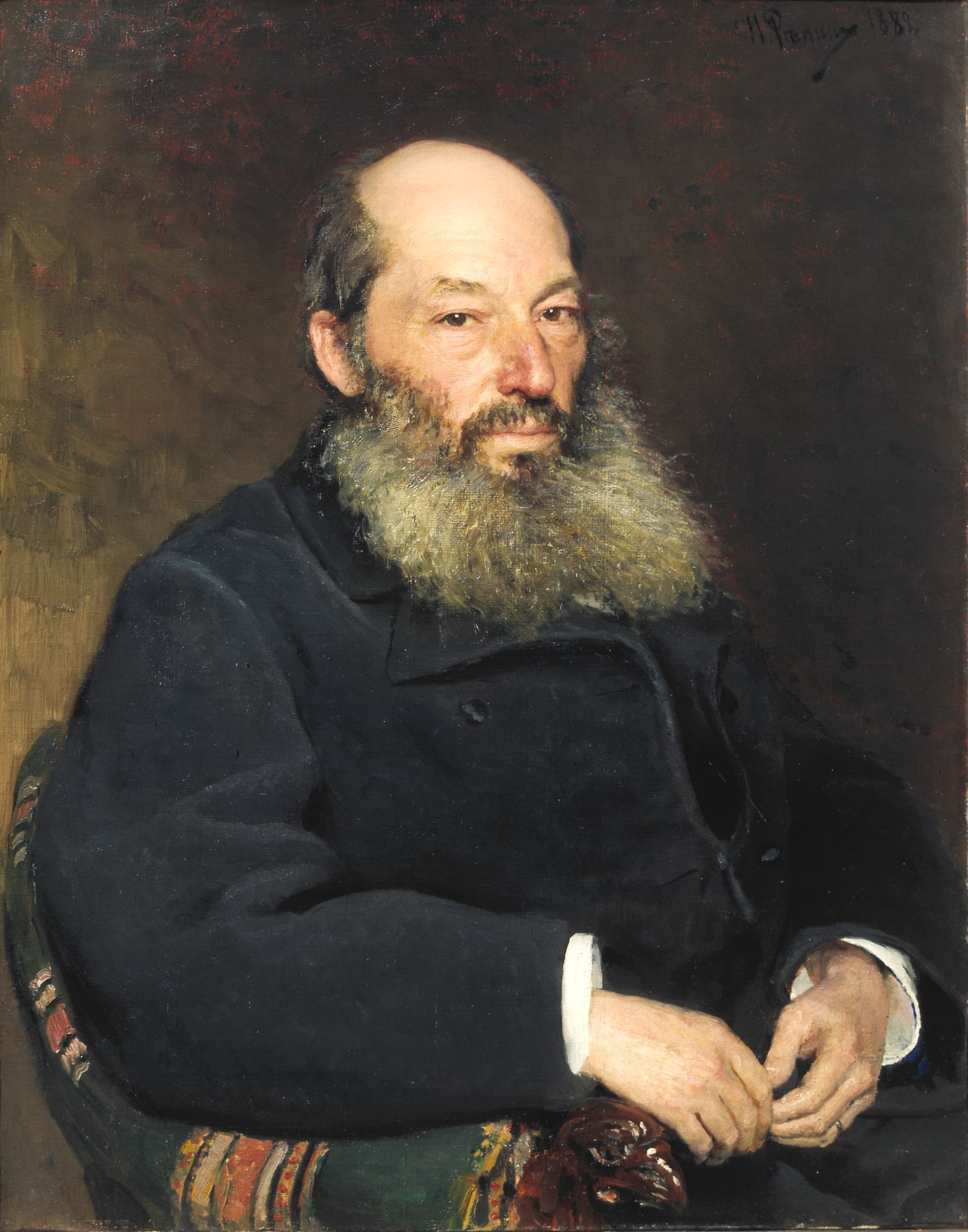
Afanasy Fet
Vladimir Stasov
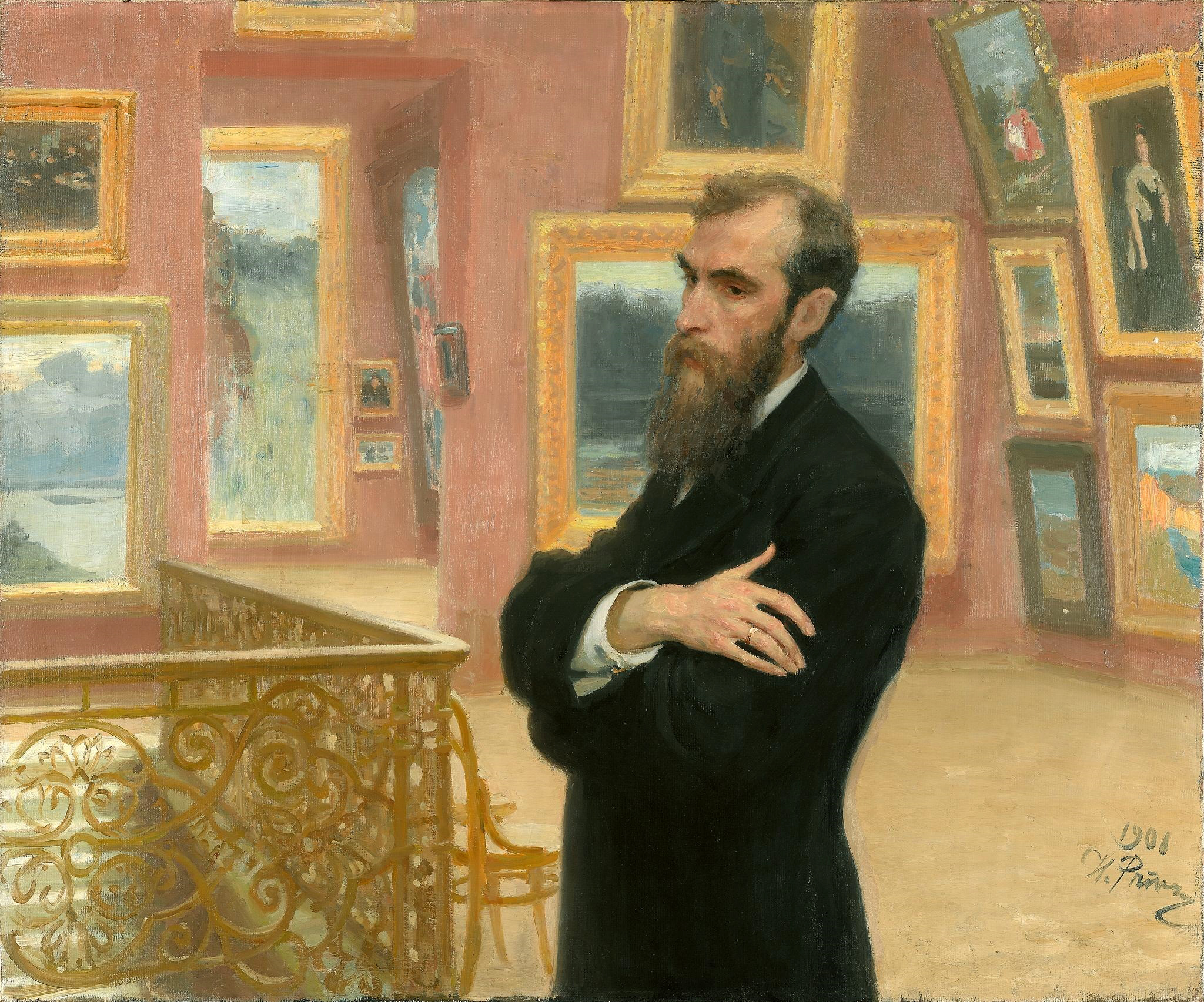
帕维尔·米哈伊洛维奇·特列季亚科夫
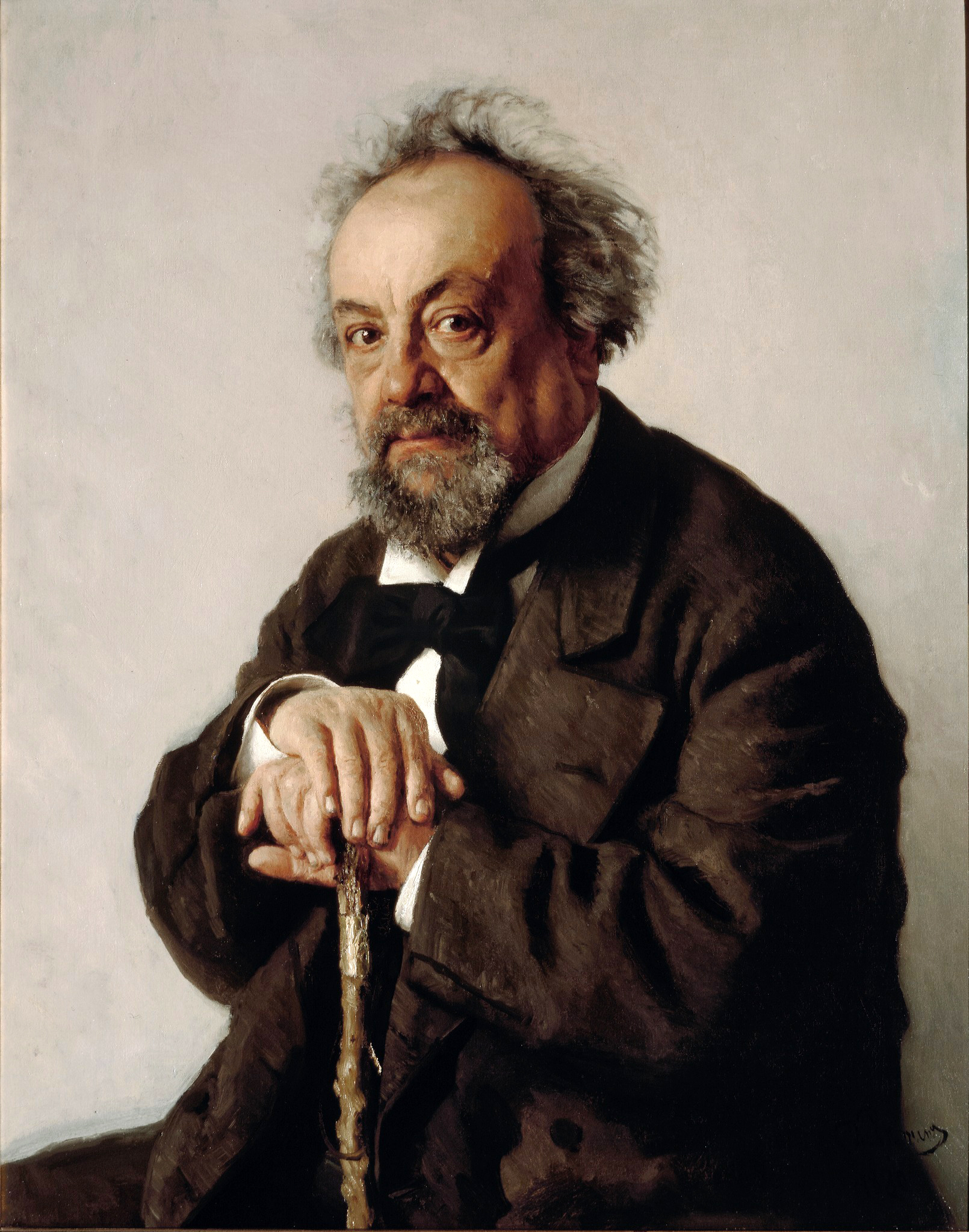
Aleksey Pisemsky
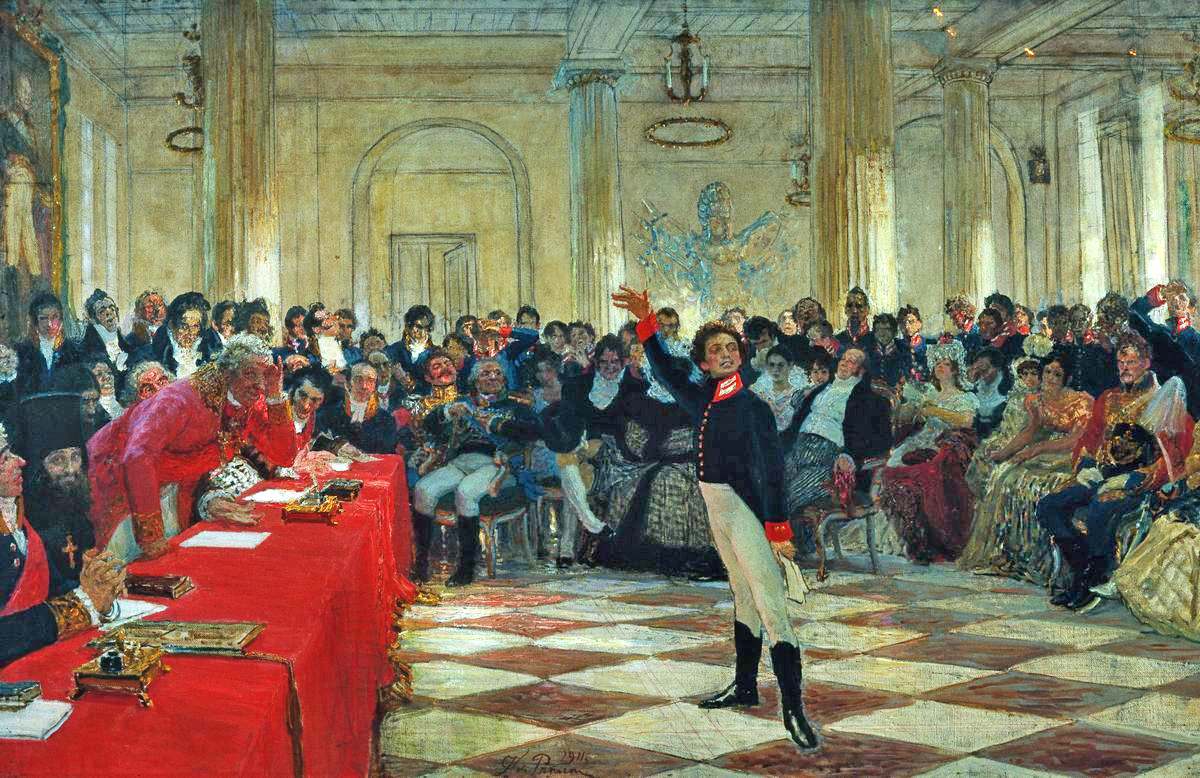
16岁的普希金在诗人加甫里尔·杰尔查文面前背诵他自己的诗歌 (1911)
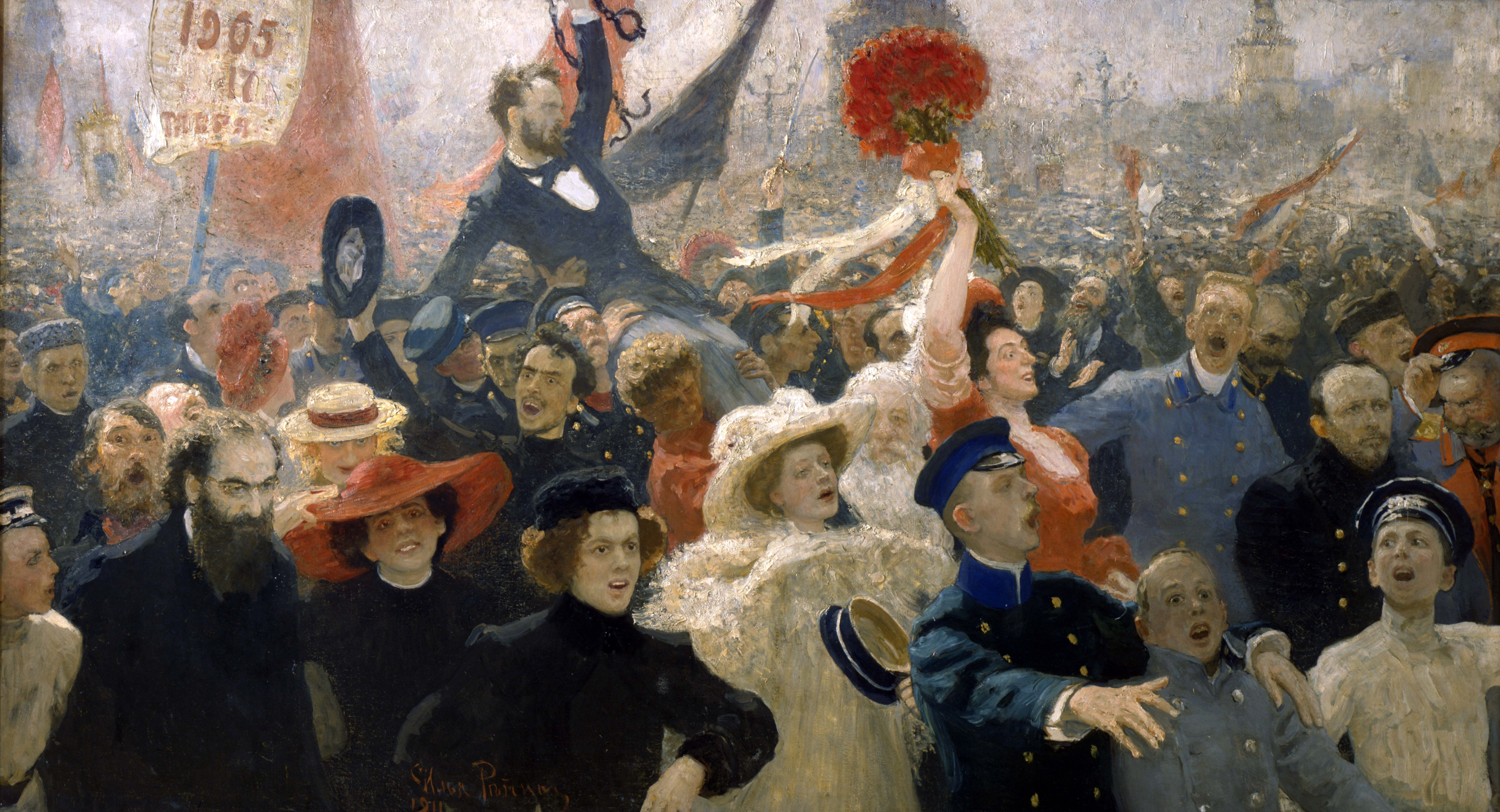
1905年10月17日，1906—1911
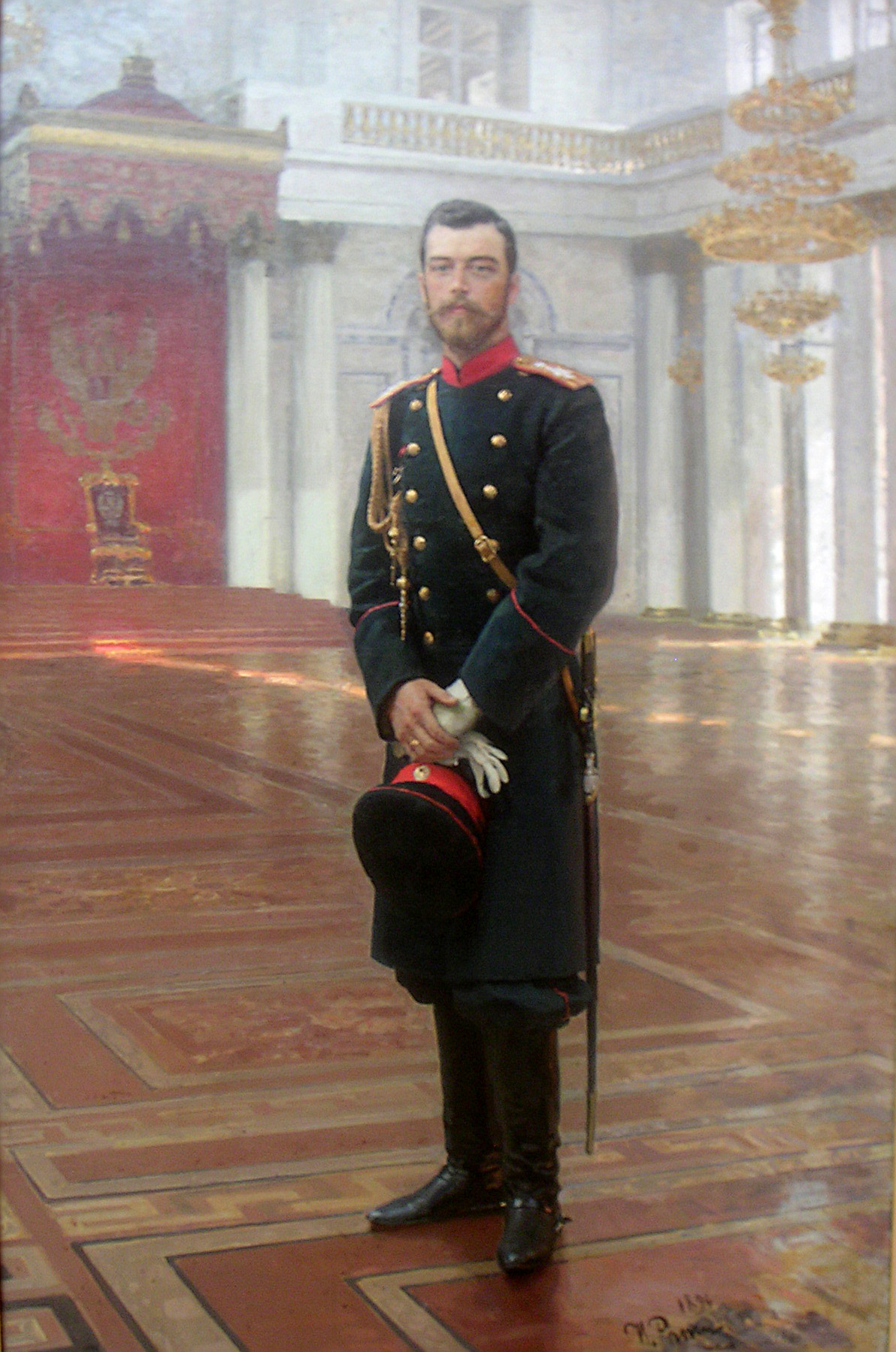
沙皇尼古拉二世（草稿）